# Confraternita di Santa Lucia vergine e martire
La Confraternita di Santa Lucia vergine e martire è un'antica confraternita di Pietra Ligure.

## Storia
L'8 maggio 1633, 25 appartenenti alla nobiltà cittadina di Pietra Ligure si riunirono nell'oratorio campestre di Santa Caterina vergine e martire al Cimitero per istituire una Confraternita della Morte i cui confratelli avessero per scopo il seppellimento dei cadaveri trovati abbandonati.
Il 14 maggio successivo monsignor Francesco Costa vescovo di Albenga inviò la richiesta di aggregazione all'Arciconfraternita di Santa Maria dell'Orazione e Morte in Roma, che fu ottenuta il 28 ottobre dello stesso anno. 
Il 13 ottobre 1633 il Parlamento cittadino donò il sito a monte del preesistente Oratorio dei Disciplinanti (bianchi) per costruirvi il nuovo Oratorio ed il 21 ottobre dello stesso anno 1633 il vescovo di Albenga concesse il permesso per la costruzione.
Il 4 dicembre 1634 il prevosto monsignor Lazaro Bonosio ottenne di benedire il nuovo oratorio in occasione della festa di Santa Lucia il 13 dicembre.
L'oratorio poco distante dalla cappella di Santa Caterina al cimitero era costruito in adiacenza a monte dell'Oratorio dei Disciplinanti, misurava internamente mt. 13 x 6, a levante era addossato a un'antica torre delle mura il cui piano terreno serviva da sacrestia e il primo piano per coro dei confratelli.
L'interno ad unica navata aveva 2 altari laterali, a monte dedicato alle Sante Lucia e Caterina vergini e martiri attribuito a Orlando De Ferrari (1590-1645) e a mare dedicato ai Santi Anna, Libera e Liborio eretto nel 1720 da Carlo Basadonne.
Nel 1729 l'oratorio viene ingrandito nella parte absidale e nel 1750 ricostruito l'altare maggiore e nel corso dei lavori (2 novembre) il pittore milanese Giovanni Prevosto cadde dal ponteggio, morendo dopo alcuni giorni.
Nel 1656 i confratelli ottennero l'erezione canonica al vescovo di Albenga monsignor De Marini.
Dal novembre del 1796 questo oratorio, come tutti gli edifici religiosi e i conventi furono occupati dalle truppe francesi che li rovinano e bruciano gli arredi. 
Nel 1809 la Confraternita della Morte fu autorizzata a occupare la chiesa della Santissima Annunziata lasciata libera dai religiosi licenziati dalla Repubblica Democratica Ligure dal 1798.
Nella chiesa dell'Annunziata furono trasferiti gli altari di Santa Lucia e dei Santi Anna, Libera e Liborio, lo stendardo e il crocefisso processionale attribuito a Francesco Agnesi detto il Corsetto, la tela di San Domenico già nell'Annunziata fu donata all'antica parrocchiale dei Disciplinanti.
Negli anni 30 del XX secolo si registrano le ultime iscrizioni alla Confraternita.
Sul finire del XX secolo un gruppo di fedeli ha riattivato la presenza del gruppo alle processioni del Venerdì Santo e dal 2013 sono iniziate le pratiche per la rivitalizzazione della Confraternita.   
In data 8 dicembre 2015 si è svolta la cerimonia della vestizione dei primi 15 confratelli che hanno rivitalizzato l'antica confraternita che ha ripreso il titolo di Confraternita di Orazione e Morte sotto il titolo di Santa Lucia.
Nel 2016 si sono svolte le prime elezioni per costituire la Banca (consiglio di amministrazione) composta da 9 membri (Priore, Vice Priore, Segretario, Tesoriere, Maestro dei Novizi e e 4 Consiglieri, nel contempo il Vescovo di Albenga, Mons. Guglielmo Borghetti, ha approvato il nuovo Statuto.
I Confratelli hanno la propria sede nell'Oratorio della Concezione (antica parrocchiale) sita in piazza La Pietra. 
La divisa indossata dai confratelli è costituita dalla cappa nera cinta da cordone nero con la corona del rosario, lo scudo ovale sulla parte sinistra della cappa. guanti e cappuccio nero che viene indossato nelle processioni e funzioni penitenziali.
Le tele degli altari si trovano nell'Oratorio della Santissima Annunziata.